# 자양한강도서관
자양한강도서관은 서울특별시 광진구에 있는 공립 도서관이다.

## 연혁
- 2020년 1월 자양한강도서관 개관.